# Kobberkløften
Kobberkløften (spansk Barranca del Cobre eller Cañon del Cobre, engelsk Copper Canyon) er et område af kløfter, som ligger i delstaten Chihuahua i det nordlige Mexico. Hele kløftområdet er sammenlagt cirka 4 gange større og flere steder dybere end Grand Canyon-området i USA, dog er selve Grand Canyon større end nogen individuel kløft i Kobberkløften.

## Området
Kobberkløften ligger i den sydvestlige del af delstaten Chihuahua og strækker sig også en lille del ind i delstaten Sinaloa.
Hela området ligger i Sierra Madre Occidental (også kaldet Sierra Tarahumara) og består af 6 underområdet, hvor Kobberkløften generelt anvendes som betegnelse for hele kløftområdet.
Området omfatter cirka 64.750 km² land og har en længde på ca. 600 km og en bredde på ca. 250 km.
De dybeste kløfter er (sammenlignet med Grand Canyon som er 1424 m):
- Cañon de Batopilas (Batopilas Canyon) med 1799 m
- Cañon del Cobre (Copper Canyon) med 1759 m
- Cañon de Oteros (Oteros Canyon) med 983 m
- Cañon de Sinforosa (Sinforosa Canyon) med 1799 m
- Cañon de Tararecua (Tararecua Canyon) med 1425 m
- Cañon de Urique (Urique Canyon) med 1870 m

Hele området udgør i dag nationalparken Parque Nacional Barranca del Cobre (Copper Canyon National Park).
I parkområdet findes også Mexicos to højeste vandfald Cascada de Piedra Volada på ca. 453 m i Cañon Candameña och La Cascada de Basaseachi på ca. 312 m i Cañon Basaseachic.
Området er svært tilgægneligt og kan bedst ses fra toglinjen Chihuahua al Pacífico (med tilnavnet El Chepe), som kører mellem byerne Los Mochis og Chihuahua. Toget har bl.a. et kort stop i byen Divisadero, hvor man får et godt udsyn over Cañon del Cobre, Cañon de Tararecua og Cañon de Urique. Andre større byer i området er Batopilas, Creel, Guachochi og Urique.

## Historie
Navnet stammer fra den kobbergrønne farve på kløftvæggene, som skyldes bjergarten "Piedra cobriza".
Toglinjen Chihuahua al Pacífico (El Chepe) blev indviet i 1961 og har en længde på ca. 673 km. Den passerer 39 broer og 86 tunneller på sin ca. 16 timer lange rejse gennem området.